# Selaginella radiata
Selaginella radiata là một loài dương xỉ trong họ Selaginellaceae. Loài này được Baker mô tả khoa học đầu tiên năm 1884.